# Castelforte
Castelforte ist eine Gemeinde in der Provinz Latina in der italienischen Region Latium mit 4065 Einwohnern (Stand 31. Dezember 2023). Sie liegt 153 km südöstlich von Rom, 76 km nordwestlich von Neapel und 97 km östlich von Latina.
|  |

## Geographie
Castelforte liegt am Ostabhang der Monti Aurunci. Es ist mit dem Nachbarort Santi Cosma e Damiano fast zusammengewachsen. Während der Ortsteil Suio ebenfalls auf einem Hügel der Monti Aurunci liegt, erstrecken sich die Ortsteile Casteluccio, Forme di Suio und Terme di Suio im Tal des Garigliano, dem Grenzfluss zu Kampanien.
Castelforte ist Mitglied der Comunità Montana dei Monti Aurunci.
Es grenzt an die folgenden Nachbargemeinden: Coreno Ausonio (FR), Rocca d’Evandro (CE), Sant’Andrea del Garigliano (FR), Santi Cosma e Damiano, Sessa Aurunca (CE), Vallemaio (FR).

## Geschichte
Einigen Historikern zufolge ist Castelforte auf den Ruinen der Aurunkerstadt Vescia entstanden, die 314 v. Chr. von den Römern zerstört wurde. Auch wenn es im Gemeindegebiet zahlreiche archäologische Funde aus dieser Zeit gab, ließ sich diese These bisher nicht beweisen.
Das mittelalterliche Castelforte entstand in der Völkerwanderungszeit, als die Bewohner der Küstenebene leichter zu verteidigende Plätze in den nahen Bergen suchten. Damals gehörte es zum Herzogtum Traetto.

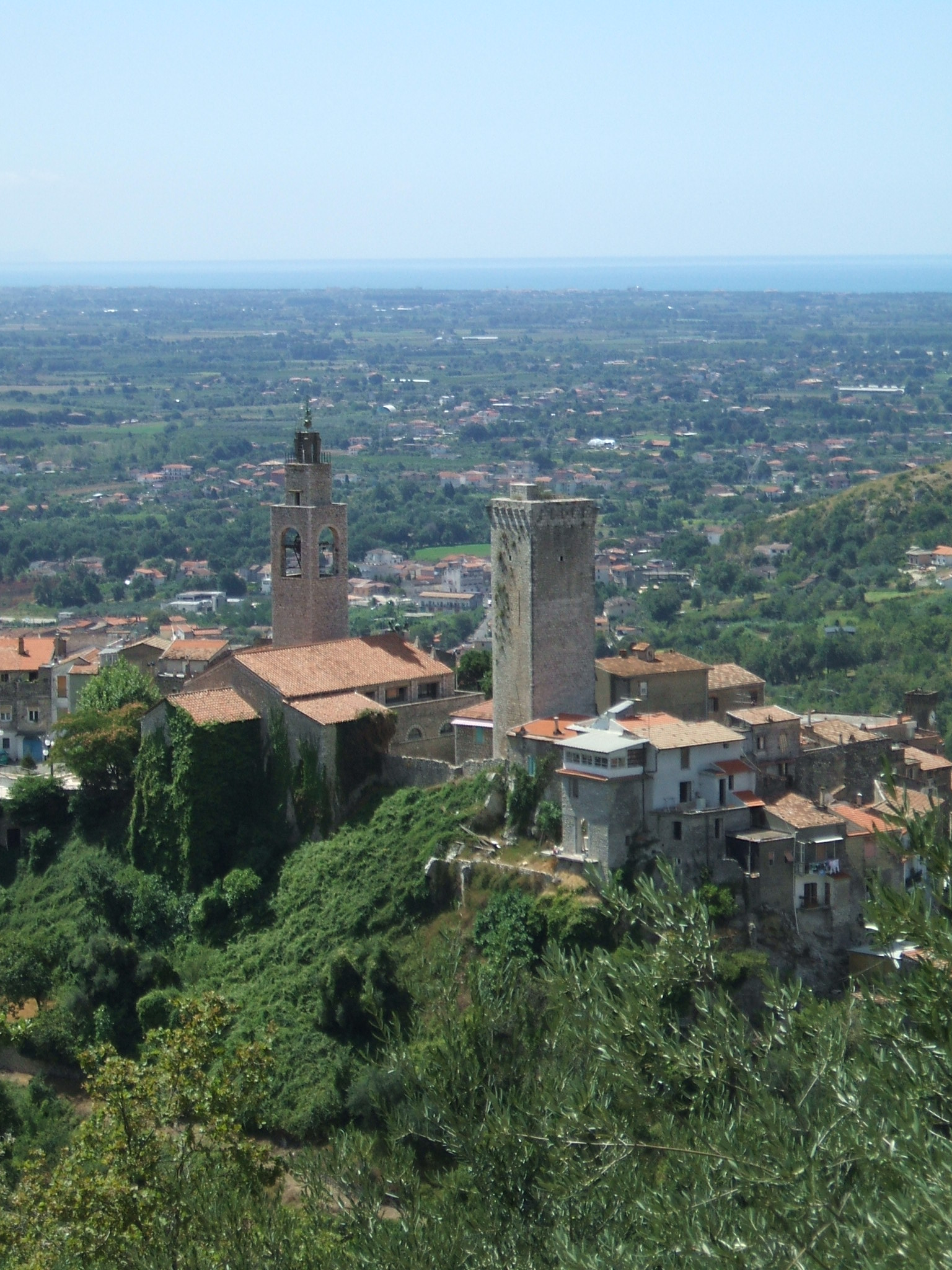
Castelforte

Von 1809 bis 1820 und 1928 bis 1947 war es mit Santi Cosma e Damiano in einer Gemeinde vereinigt.

### Bevölkerungsentwicklung
| Jahr      | 1861 | 1881 | 1901 | 1921 | 1936 | 1951 | 1971 | 1991 | 2001 |
| --------- | ---- | ---- | ---- | ---- | ---- | ---- | ---- | ---- | ---- |
| Einwohner | 2885 | 3370 | 4741 | 6027 | 6720 | 6999 | 6723 | 6344 | 4518 |

Quelle: ISTAT

## Politik
Giancarlo Cardillo (Lista Civica: Castelforte Futura) ist seit dem 26. Mai 2016 Bürgermeister.

### Partnerstädte
- Kėdainiai in Litauen
- Zimnicea in Rumänien

## Thermalquellen
Bereits die Römer nutzten die Thermalquellen am Ufer des Garigliano und bezeichneten sie als "Acquae Vescinae". Die Terme di Suio, die unterhalb des Dorfes Suio liegen und kalte, warme und schwefelige Quellen umfassen, wurden nach dem Zweiten Weltkrieg zu Kurstätten ausgebaut.